# Marek Rutkowski
Marek Rutkowski (ur. 24 marca 1954 w Zambrowie) – polski polityk, socjolog, poseł na Sejm X kadencji (1989–1991).

## Życiorys
W 1978 ukończył studia na Uniwersytecie Warszawskim, uzyskując tytuł zawodowy magistra socjologii. W 1987 ukończył Podyplomowe Studium Prawa Pracy na Uniwersytecie im. Adama Mickiewicza w Poznaniu. Pracował w Zambrowskich Zakładach Przemysłu Bawełnianego im. Rewolucji Październikowej w Zambrowie.
W 1980 stanął na czele komisji zakładowej Niezależnego Samorządnego Związku Zawodowego „Solidarność” w ZZPB, redagował i publikował w lokalnym „Biuletynie Solidarności”. Po wprowadzeniu stanu wojennego został internowany na okres od 13 grudnia 1981 do 26 marca 1982. Zaangażował się w działalność Klubu Inteligencji Katolickiej, organizował KIK w Zambrowie. Od 1985 był również członkiem Polskiego Towarzystwa Socjologicznego, a od 1988 należał do Towarzystwa Przyjaciół „Powściągliwości i Pracy”.
W 1989 uzyskał mandat posła na Sejm X kadencji w okręgu łomżyńskim jako kandydat bezpartyjny z poparciem Komitetu Obywatelskiego. Był członkiem Komisji Polityki Społecznej, Komisji Ustawodawczej oraz Komisji Nadzwyczajnej do rozpatrzenia rządowego projektu ustawy konstytucyjnej o wydawaniu przez Radę Ministrów rozporządzeń z mocą ustawy.
Należał do Porozumienia Centrum, o reelekcję w 1991 bez powodzenia ubiegał się z listy NSZZ „S”. Po zakończeniu kadencji wycofał się polityki, powrócił do swojego dotychczasowego zakłady pracy, później pełnił funkcję prezesa zarządu Spółdzielni Inwalidów „Razem” w Łomży.
W 2013, za wybitne zasługi dla przemian demokratycznych w Polsce, za osiągnięcia w działalności państwowej i publicznej, odznaczony Krzyżem Kawalerskim Orderu Odrodzenia Polski. W 2018 otrzymał Krzyż Wolności i Solidarności.